# بس غتش تشنار (تشنار)
بس غتش تشنار (بالفارسية: پس گچ چنار) هي قرية تقع في إيران في قسم تشنار الريفي.